# Área de Proteção Ambiental da Ararinha-azul

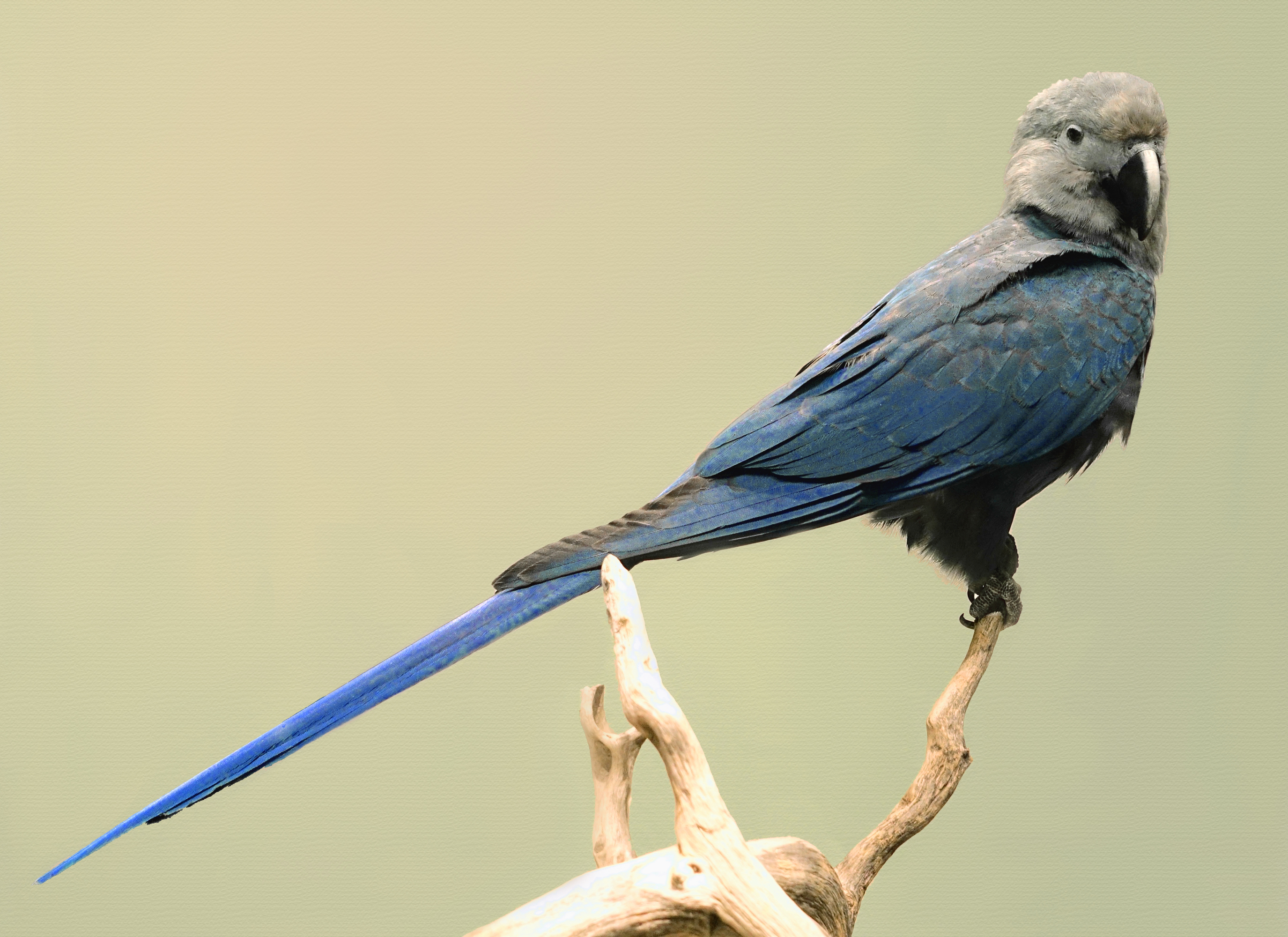
Ararinha-azul

A Área de Proteção Ambiental da Ararinha-azul é uma unidade de conservação localizada nos municípios de Juazeiro e Curaçá, na Bahia.
Criada em junho de 2018, possui 90.641,92 hectares, com o objetivo de preservação de remanescentes de caatinga, o único bioma exclusivamente brasileiro, além de fazer parte do programa de reintrodução da Ararinha-Azul na natureza. Também foi criado o Refúgio de Vida Silvestre da Ararinha-azul.
No mesmo ano, um acordo assinado entre o Ministério do Meio Ambiente e organizações conservacionistas da Bélgica (Pairi Daiza Foundation) e da Alemanha (Association for the Conservation of Threatened Parrots), estabeleceu a "repatriação" de 50 ararinhas-azuis de volta ao Brasil, a previsão é que os animais estejam em território nacional no primeiro trimestre de 2019. Com esses indivíduos, espera-se que até 2022 a ararinha-azul esteja reintroduzida na natureza.